# 被拒絶感
被拒絶感（ひきょぜつかん、sense of rejection）は日本の心理学者・杉山崇が提案した心理学概念。「自分は他者から蔑ろにされている」「自分は他者から無視されている」という認識と情緒と定義され、抑うつの発生や持続、自己概念の悪化、対人関係の悪化、怒り、攻撃性、などさまざまな心理学的問題に関与するとされている。
関連する概念として被受容感がある。